# Agnes Sampson
Agnes Sampson, morte exécutée le 28 janvier 1591, est une guérisseuse écossaise, accusée de sorcellerie dans le cadre du procès des sorcières de North Berwick, vers la fin du XVIe siècle.

## Contexte historique
En 1589, Jacques VI d'Écosse se rend à Oslo pour y épouser Anne, la fille du roi de Danemark et de Norvège Frédéric II. Sa fiancée ne peut le rejoindre en Écosse comme convenu en raison de violents orages. À l'arrivée de Jacques VI à Oslo, la cour est en plein émoi en raison d'accusations faisant de la magie noire la cause des orages subis par Anne. Durant l'été, des procès pour sorcellerie ont lieu à Copenhague, dont la première victime est Anna Koldings. Jacques VI a vent de ces affaires et prend la décision de mener ses propres procès.
En 1590, l'Écosse connait donc une vague d'accusations pour sorcellerie dont les accusées amenées à comparaître sont souvent interrogées par le roi lui-même. 

## Biographie
Agnes Sampson vit à Never Keith dans la baronnie de Keith (en) dans l'East Lothian en Écosse. Elle est sage-femme et on lui prête des pouvoirs de guérison.
Agnes, alors une femme âgée et respectée, est accusée de sorcellerie par Gillis Duncan, une domestique de Tranent forcée par son employeur à se dénoncer et qui, sous la torture, livrent les noms de supposés complices. Agnes est conduite au palais de Holyrood devant le roi et un conseil de nobles et refuse tout d'abord d'avouer. Elle est alors rasée et attachée au mur de sa cellule avec une « bride des sorcières », un instrument en fer avec quatre dents acérées placées dans la bouche, dont deux pressent contre les joues et deux contre la langue, empêchant tout mouvement de la bouche et toute parole. Elle est privée de sommeil et suspendue par une corde passée autour de sa tête.  
À la suite de ces tortures, elle avoue finalement les cinquante-trois chefs d'accusation retenus contre elle, puis est pendue et son corps brûlé sur la rue principale d'Édimbourg, le Royal Mile.  

## Postérité
La légende veut que le fantôme d'Agnes la Chauve, dénudé et torturé, hante le palais de Holyrood.